# Puerto de Yakarta
El Puerto de Yakarta, también conocido como Puerto de Tanjung Priok, es el mayor puerto de Indonesia y uno de los mayores en el Mar de Java, con un tráfico anual de unas 45 millones de toneladas de carga y 4 millones de TEUs. Este puerto se sitúa en Tanjung Priok, Yakarta Septentrional.
El puerto es una importante empresa de la zona, con más de 18000 empleados que prestan servicios a más de 18000 buques cada año.

## Historia
El nombre antiguo de Yakarta era Sunda Kelapa. El registro más antiguo en el que se menciona esta ciudad como capital se remonta al reino indio de Tarumanagara, en el siglo IV. En el 39 d. C., el rey Purnawarman estableció Sunda Pura como la nueva capital del reino, situada en la costa norte de Java.
Purnawarman dejó siete piedras conmemorativas con inscripciones de su nombre repartidas por la zona, incluidas las actuales provincias de Banten y Java Occidental. La Inscripción Tugu se considera la más antigua de ellas.
Después de que disminuyera el poder de Tarumanagara, todos sus territorios, incluido Sunda Pura, pasaron a formar parte del Reino de la Sonda. La zona portuaria se renombró Sunda Kelapa, según consta en los manuscritos de un monje hindú, situados ahora en la Biblioteca Bodleiana de la Universidad de Oxford en Inglaterra, y registros de viaje del Príncipe Bujangga Manik. En el siglo XIV, Sunda Kelapa se convirtió en un importante puerto comercial del reino. La primera flota europea, cuatro barcos portugueses desde Malaca, llegó en 1513, cuando los portugueses estaban buscando una ruta para las especias, especialmente la pimienta.
El Puerto de Contenedores de Yakarta (JCP), conocido ahora como Terminal Internacional de Contenedores de Yakarta (JICT), gestionado por Hutchison Port Holdings y PT Pelindo II es la mayor terminal de contendores de Indonesia y el puerto más importante del país. En agosto de 2004, el Indonesian Commercial Newsletter anunció que el país iba a construir un nuevo puerto en Yakarta usando tecnología japonesa. Reconocía que el puerto tradicional de Yakarta, Tanjung Priok, no había mejorado en 150 años, por lo que se necesitaba un nuevo Puerto de Yakarta para las importaciones y exportaciones.
En abril de 2011, la JICT recibió el Asian Freight and Supply Chain Award (AFSCA) a la terminal con mejor servicio e innovación tecnológica, con una capacidad de algo menos de cuatro millones de TEUs.

## Descripción
El Puerto de Yakarta tiene veinte terminales (carga general, multiusos, chatarra, pasajeros, carga a granel, líquidos a granel, aceites, química y tres terminales de contenedores, entre otras), 76 amarres y un muelle con una longitud de 16853 metros, una superficie total de almacenamiento de 661 822 m² y capacidad para 401468 toneladas.

## Estadísticas
En 2007 el Puerto de Yakarta transportó 41 980 914 toneladas de carga y 3 689 783 TEU, que le hacen el mayor puerto de carga y contenedores de Indonesia.
| Año                   | 2004       | 2005       | 2006       | 2007       |
| --------------------- | ---------- | ---------- | ---------- | ---------- |
| Carga (t)             | 1 434 571  | 1 821 689  | 1 159 622  | 1 763 415  |
| Líquidos a granel (t) | 11 034 843 | 9 147 300  | 8 614 492  | 6 333 766  |
| Carga a granel (t)    | 10 177 616 | 9 969 790  | 10 740 499 | 8 200 586  |
| Pasajeros             | 619 995    | 577 021    | 485 644    | 438 090    |
| Contenedores (en TEU) | 3 248 149  | 3 277 868  | 3 419 541  | 3 689 783  |
| Contenedores (en t)   | 9 391 489  | 11 685 428 | 10 355 703 | 10 491 462 |
| Carga general (t)     | 4 035 195  | 5 532 741  | 7 866 223  | 7 889 879  |
| Número de buques      | 16 154     | 17 374     | 16 214     | 17 829     |
| Total (t)             | 36 073 714 | 38 154 370 | 38 736 579 | 41 980 914 |